# ワシントン州議会

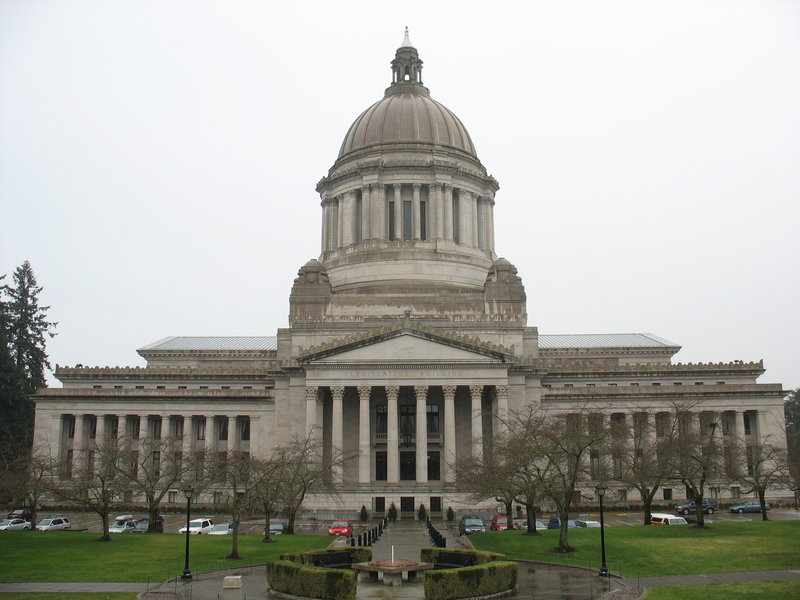
ワシントン州議会は、オリンピアのワシントン州会議事堂にある議会棟で開かれる

ワシントン州議会(英語:The Washington State Legislature)は、アメリカ合衆国ワシントン州の州議会である。両院制で、下院は98名の下院議員で構成され、上院は49名の上院議員とワシントン州副知事で構成される。州は49の立法区に分けられ、各選挙区は上院議員1人と下院議員2人を選出する。
州議会は、オリンピアのワシントン州会議事堂にある議会棟で開かれる。
2023年1月現在、州議会は民主党が上下両院を制している。民主党は下院で58対40、上院で29対20の多数派を占めている。

## 歴史
州議会は、コロンビア川以北の入植者たちがオレゴン準州から合法的に分離するようアメリカ合衆国連邦政府に申し立てた結果、1853年にワシントン準州が創設されたことに端を発する。翌年、ワシントン準州議会が両院制の議会として召集された。議会はファンデフカ海峡から現在のモンタナ州までの入植者を代表していた。

### 女性の選挙権
領土が誕生した当初から、女性への参政権付与をめぐる議論が立法手続きにつきまとっていた。女性に参政権を与えれば、より多くの東洋の女性が、人里離れた人口の少ないこの領土に移住するようになると、現実的に考えていた議員もいた。
1854年、この問題は議会による投票に持ち込まれた。女性参政権は9対9の同数で否決された（法律を成立させるには絶対過半数、つまり10票が必要だった）。これは、アメリカン・インディアンの妻を持ち、白人女性しか投票権を持たないという理由で、この法案に反対票を投じた議員がいたためであった。
その10年後の1869年、ワイオミング州議会は米国初の女性参政権を認める議会となる。
州議会において、女性参政権をめぐる問題は衰えることはなかった。1871年、スーザン・B・アンソニーとサーストン郡選出の下院議員ダニエル・ビグローは、この問題について議会で演説した。1883年、この問題は再び議場に戻り、今度は準州議会が女性の普通選挙権を可決することに成功した。
これは瞬く間に全米で最も自由な投票法のひとつとなり、アフリカ系アメリカ人の女性有権者に米国で初めて選挙権が与えられた。しかし、1887年、ワシントン州最高裁判所はハーランド対ワシントン事件で、1883年の普通選挙法を違憲とする判決を下した。州議会は1888年にも女性普通選挙権を認めようとしたが、再び覆された。
1889年と1897年の2度にわたる住民投票が失敗に終わった後、エマ・スミス・デヴォーやメイアークライト・ハットンらが主導した活動により、州議会は女性の完全な選挙権を認める州憲法修正案を承認し、ワシントン州（男性）の有権者は1910年に52,299対29,676でこれを批准した。

### 州制施行
20年以上にわたって連邦当局が州制を承認するよう圧力をかけてきた結果、1889年2月22日、アメリカ合衆国議会は準州法（Enabling Act）を可決し、退任するグロバー・クリーブランド大統領が署名して、ワシントン州、ノースダコタ州、サウスダコタ州、モンタナ州の準州に州政府を樹立することを承認した。準州議会は、州憲法を制定するための憲法制定大会の招集に着手した。
州議会での可決に続き、ワシントンの有権者は10月1日に新州制を承認した。1889年11月11日、ベンジャミン・ハリソン大統領はワシントン州をアメリカ合衆国42番目の州にすることを承認した。
ワシントン州は、アメリカ大陸西海岸で最後の州であった。これによって近代的なワシントン州議会は設立された。

## 会議
州議会は両院制の議員で構成され、毎年1月の第2月曜日に立法会期が始まる。州予算が審議される奇数年には州議会は105日間、偶数年には60日間開かれる。ワシントン州知事は、いつでも議員を招集して30日間の臨時会期を設けることができる。また、下院と上院の両院の3分の2以上の賛成により、議院自身が臨時会期を召集することができる。

### テレビ報道
上下両院での討論会、委員会会議、その他議会内または議会に関連する特別行事は、州広報ネットワークTVWでワシントン州全土に放送される。討論会の模様はTVW.orgのウェブでも見ることができる。

## 欠員
一部の州議会とは異なり、ワシントン州議会は、任期途中で議席が空席となった場合、総選挙の間に特別選挙を実施することはない。その代わりに、選挙区を含む郡で最後に議席を占めた政党の郡中央委員会が3人の候補者を推薦し、郡委員会がその中から選ぶ。その後、11月の総選挙と並行して臨時選挙が行われる。選挙区が郡にまたがっている場合は、政党の州中央委員会が候補者を選出し、全郡の郡委員会が共同で1人を選ぶ。

## 報酬
2022年7月現在、議員の年俸は57,876ドルである。下院議長と上下両院多数党院内総務は66,016ドル、上下両院少数党院内総務は61,946ドルである。日当は連邦日当の89％に設定され、2022年現在185ドルである。

## 参考書籍
- Don Brazier, History of the Washington Legislature, 1854-1963. Olympia, WA: Washington State Senate, 2000.